# You & Me (田村ゆかりの曲)
「You & Me」（ユーアンドミー）は、日本の声優・田村ゆかりの16枚目のシングル。2009年12月16日にキングレコードから発売された。

## 概要
前作から約1年ぶりとなるシングルで、2ヶ月連続リリース第1弾シングル。全3曲収録で3曲ともタイアップになっている。初回限定盤はデジパック仕様。表題曲『You & Me』は、m.o.v.eのmotsuをフィーチャリングアーティストに迎えている。
PVはCDに収録されていないが、Oh!sama TVで2009年12月4日 - 2009年12月11日まで配信され、GyaO!音楽でも2009年12月7日 - 2010年1月7日まで配信された。
motsuは「You & Me」のPVにも出演している。

## 収録曲
1. You & Me [4:03] （田村ゆかり feat. motsu from m.o.v.e）
作詞：羽月美久、Rap Lyrics：motsu、作曲・編曲：小松一也
  - TBS『カード学園』オープニングテーマ

アッパーなダンスナンバーに仕上がっている[1]。「田村ゆかり LOVE♥LIVE 2009-2010 *Princess à la mode*」の横浜アリーナ公演では、ダブルアンコールの時にPVの衣装でmotsuが登場。ファンと一緒にラップを担当した。
翌年のAnimelo Summer Live 2009のエンディングでまた隣同士となり、昨年は極度の緊張で会話をすることが出来なかったが、今年はm.o.v.eの2人と写真を撮るなど交流を深めた。
2. 星屑スパイラル [5:14]
作詞：ふじのマナミ、作曲・編曲：太田雅友
元気ではあるが、切ない感じのポップナンバーとなっている[1]。プリプロの段階ではバラードに思われたくなかったため、プロデューサーで作曲家の太田雅友にお願いして、間にギターで刻んでビート感をだしてもらった。その後のレコーディングでゆったり歌いたくなったりと調整に苦労した[1]。
  - 『グッドスマイルカンパニー』CMソング
3. Super Special Smiling Shy girl [3:35]
作詞：ふじのマナミ、作曲・編曲：太田雅友
  - 文化放送『田村ゆかりのいたずら黒うさぎ』オープニングテーマ（2009年11月 - 2010年8月）
  - Oh!sama TV『喫茶 黒うさぎ〜秘密の小部屋〜』オープニングテーマ（#126〜#160）

パンキッシュで[1]明るい飛び曲、ライブでファンと合唱するために作ってもらった曲。

## 収録作品
| 曲名                           | アルバム                                  | 発売日         | 備考                  |
| ------------------------------ | ----------------------------------------- | -------------- | --------------------- |
| You & Me                       | 『シトロンの雨』                          | 2010年9月8日   | 8thオリジナルアルバム |
| You & Me                       | 『Everlasting Gift』                      | 2012年10月17日 | 2ndベストアルバム     |
| 星屑スパイラル                 | 田村ゆかり LOVE LIVE *Princess à la mode* | 2010年6月16日  | 6thライブビデオ       |
| Super Special Smiling Shy girl | 田村ゆかり LOVE LIVE *Princess à la mode* | 2010年6月16日  | 6thライブビデオ       |